# Grafschaft Formbach

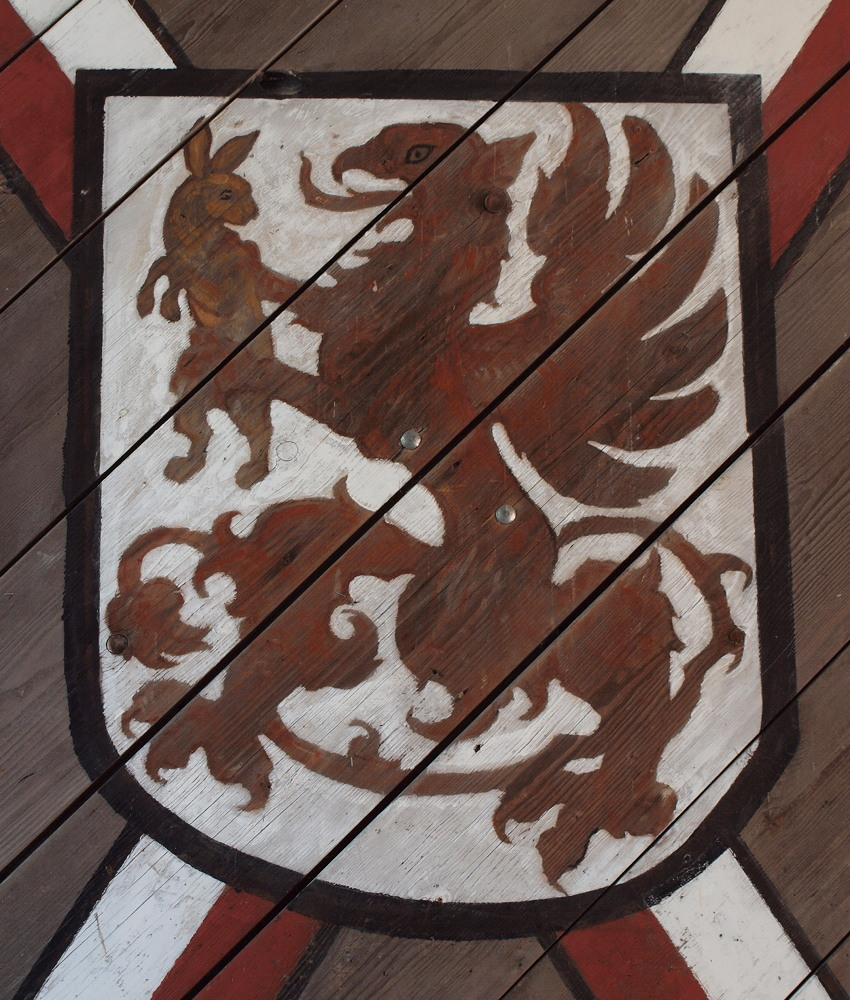
Wappen der Grafschaft Formbach, beziehungsweise der Grafschaft Neuburg am Inn in der Darstellung auf dem äußeren Burgtor der Neuburg

Die Grafschaft Formbach, in der neueren Forschung als Vornbach benannt, war eine mittelalterliche Grafschaft mit dem Hauptort Vornbach (heute Teil von Neuhaus am Inn) bei Passau.

## Geschichte
Die Grafschaft bestand seit mindestens dem 10. Jahrhundert in der Hand einer Familie, die im Traungau Herrschaftsrechte ausübte. Um 1050 wurde der Sitz der Grafschaft von der Burg Vornbach einige Kilometer innabwärts zur Neuburg verlegt. In der Folgezeit hieß die Grafschaft deshalb Neuburg.
Die Familie der Grafen von Formbach besaß neben der Burg Vornbach auch die nahegelegenen Befestigungsanlagen Schärding, Neuburg, Wernstein und Wimberg. Die Grafen von Formbach gründeten 1094 das Kloster Vornbach und starben 1158 mit Ekbert III. von Neuburg aus. Die Güter erbten vor allem die Grafen von Andechs und die Otakare.
Die Grafen von Formbach waren verwandt und verschwägert mit den Luitpoldingern, den Brunonen und den Wettinern; neben dem Traungau regierten sie zeitweise im Schweinachgau und im Künziggau, sie waren darüber hinaus Vögte des Bistums Regensburg, der Klöster Göttweig und Sankt Nikola bei Passau.

## Grafen von Formbach/Wels-Lambach/Pitten
Frühe Genealogie:
1. Meginhard I.,um 930, Graf im Traungau
  1. Meginhard II., Graf, Vogt von Niederaltaich, 944–955/963
    1. Arnold I., Graf an der Traun (zu Lambach), Graf im Rotagau, 8. Februar 1018, † um 1020
      1. Aribo von Ennsburg, 1030
      2. Arnold II., Graf von Wels-Lambach, 1035 Markgraf in der Kärntner Mark, † 1050 ⚭ Regininde von Verdun, † 1050
        1. Arnold III. von Wels-Lambach, † 1050 ⚭ Hazacha (Haziga)
        2. Adalbero, Bischof von Würzburg 1045–1088, * um 1010, † 1090
        3. Mathilde ⚭ Ratpoto IV., Graf von Cham
        4. Gottfried, von Pitten, † 1050, Graf von Lambach, 1041 Mit-Markgraf in der Kärntner Mark
          1. Mathilde, † 1100
          2. N.N., Tochter ⚭ Markgraf Ottokar II. von der Steiermark, † 1122

  2. Udalrich I., Graf 947–970
    1. Bertold, Lurngaugraf 1000–1005
      1. Meginhard III., Graf (im Traungau) 1030
      2. Pilgrim, Mönch in Kloster St. Emmeran
      3. Tiemo I., † nach 1025 in Reichenhall, Graf im Quinzingau
        1. Heinrich (Hesso) I., † wohl 1030 ⚭ Himiltrud
          1. Tuta von Formbach, * 1037, † um 1100 ⚭ König Bélas I. von Ungarn, ⚭ Engelbrecht III., Graf im Pustertal und Pfalzgraf in Kärnten
          2. Himiltrud, Gründerin des Klosters Vornbach, † nach 1070
          3. Hermann III., † 1030

        2. Tiemo II. (Dietmar) II., † 1040, Graf im Quinzingau
          1. Meginhard IV., Graf, Vogt von Niederaltaich, † 1066
            1. Ulrich III. (Udalrich III.), † 1097, 1074 Graf von Ratelnberg,[2] 1095–1097 Graf von Windberg, Vogt von Göttweig  ⚭ Matilde
              1. Konrad, 1122–1128
              2. Luitgard, ⚭ Friedrich II., Domvogt zu Regensburg, † 1134

            2. Konrad, † 1084
            3. Dietrich I., Domherr in Bamberg
            4. Hermann I. von Winzenburg, † 1137/1138, Vogt von Göttweig, 1097 Graf von Windberg, 1107 Graf von Ratelnberg,[2] 1108 Stifter von Reinhausen (b. Göttingen), 1109 Graf von Winzenburg, 1112 Markgraf von Meißen, 1114 Pfalzgraf von Sachsen, Vogt von Göttweig ⚭ Hedwig von Assel
              1. Beatrix II. (Quedlinburg), † 1160, Äbtissin von Quedlinburg
              2. Konrad, 1122–1128
              3. Matilde, † um 1155 ⚭ Udo von Freckleben, Markgraf der Nordmark, † 1130
              4. Sophie, † 1160 ⚭ Albrecht der Bär, Herzog von Sachsen, † 18. November 1170
              5. Heinrich von Winzenburg, † 1146, Graf von Asle ⚭ Eufemia von Vohburg, ⚭ 1144 Richenza von Immenhausen
                1. Sofie, † vor 1171 ⚭ Rottmann I. Graf von Himstedt
                2. Otto von Winzenburg, † 1171/74, Graf von Assel ⚭ Salome von Heinsberg, † nach 1185
                  1. Adelheid, † 1185 ⚭ Adolf III., Graf von Schauenburg-Holstein, † 1225

              6. Hermann II. von Winzenburg, † 1152, 1125 Graf von Winzenburg, 1129 Markgraf von Meißen, 1130 abgesetzt, 1139 von Plesse und Markgraf, 1147 Vogt von Corvey ⚭ Elisabeth von Österreich, † 1143; ⚭ 1148, Luitgard von Stade, † 1152
                1. N.N., Tochter, * 1149, † 1204 ⚭ 1170, Graf Heinrich III. von Schwarzenburg, † 1184 ⚭ Graf Ulrich von Wettin
                2. N.N., Tochter, * 1150 ⚭ Herzog Magnus Boris in Dänemark
                3. Hedwig, * 1151, angeblich Pröbstin von Gandersheim

          2. Bruno, 1064–1066 Graf im Künziggau,
            1. Ekbert I., † 1109, um 1070 Graf von Formbach, 1067 Graf im Künziggau, 1094 Gründer von Kloster Vornbach ⚭ N.N. ⚭ Mathilde von Lambach, † 1090
              1. Eberhard, 1095–1100, † um 1100
              2. Dietmar, Abt von  Ossiach
              3. Ekbert II., 1113 Graf von Formbach, 1120 von Pitten, 1142 Graf von Pitten, † 1144 ⚭ Willibirg (Tochter des  Markgraf Ottokar II. von der Steiermark), † 1145
                1. Ekbert III., † 1158, 1148 Graf von Pitten, 1151 Graf von Neuburg am Inn
                2. Kunigunde, † 1152 ⚭ 1135, Bertold II., Graf von Andechs, † 1151 ⚭ Ulrich III. von Deggendorf und Pernegg
                3. Mathilde, † 1160 ⚭ Graf Bertold II. von Bogen, † 1167
                  1. Ekbert von Deggendorf

                4. Benedikta (?) ⚭ Wernhard von Julbach

            2. Heinrich II., Graf, 1070, Vogt von St. Nikola ⚭ Adelheid von Perg und Machland
              1. Gebhard, Graf von Formbach
              2. Benedikta ⚭ Gebhard von Ollersbach
                1. Benedikta ⚭ Wernhard I. von Julbach
                2. Dietrich von Ollersbach

              3. Dietrich II., † 1145, 1115 Graf von Viechtenstein, Graf von Formbach, Graf von Kreuzenstein ⚭ Adelheid, Tochter von Markgraf Leopold II. von Österreich
                1. Hedwig, † 1170 ⚭ Graf Engelbert von Wasserburg, Hallgraf in Reichenhall, † 1161
                2. Gottfried, Mönch

          3. Ulrich II. (Udalrich) von Formbach, 1040/um 1055
          4. Pilgrim, † 1066,
          5. Friedrich, † 1060 ⚭ 1056 Gertrud, Tochter des Grafen Konrad von Haldensleben, † 1116
            1. Hedwig ⚭ Graf Gebhard von Supplinburg, † 1075, ⚭ Herzog Dietrich von Oberlothringen, † 1115
              1. Kaiser Lothar, 1125–1137
              2. Ida, † 1138 ⚭ Graf Sieghard X. von Burghausen, † 1104
              3. Simon, Herzog von Lothringen

## Weitere Familienmitglieder
- Hl. Adalbero, † 1090, Sohn Arnolds II., Bischof von Würzburg 1045–1088
- Tiemo, † 1102, Sohn Tiemos II., Erzbischof von Salzburg 1090–1102
- Ida von Formbach (oder Itha von Ratelnberg), † nach 1101, Tochter Tiemos II., Ehefrau Herzog Leopolds II. von Österreich (Zuordnung unsicher, da sie auch den Grafen von Cham zugerechnet wird.)
- Tuta von Formbach, Tochter Heinrichs I., Gründerin von Stift Suben und Ehefrau des ungarischen Königs Béla I. († 1063)
- Himiltrud, Tochter Heinrichs I., Gründerin des Kollegiatstifts Vornbach
- Hedwig von Formbach, Tochter Friedrichs und der Gertrud von Haldensleben; ⚭ wohl I Graf Heinrich; ⚭ II Gerhard von Süpplingenburg (X 9. Juni 1075 bei Homburg), 1062 Graf im Harzgau (Supplinburger); ⚭ III Dietrich, ab 1090 Herzog von Oberlothringen († 30. Dezember 1115) (Haus Châtenois) – Hedwig von Formbach ist folglich die Mutter des Kaisers Lothar III.
- Beatrix, † 1160, Tochter Hermanns I. von Winzenburg, Äbtissin von Quedlinburg 1138–1160
- Dietrich II., † 1127, Sohn Hermanns I. von Winzenburg, Bischof von Münster 1118–1127
- Mechtild, † wohl 1155, Tochter Hermanns I. von Winzenburg, Ehefrau von Graf Udo V. von Stade, Markgraf der Nordmark, † 1130 (Udonen)